# MasterChef România (sezonul 4)
Sezonul 4 al competiției de gătit MasterChef România a debutat pe canalul de televiune Pro TV pe data de 15 septembrie 2014. Sezonul 4 a luat sfârșit pe 23 decembrie 2014 cu Ciprian Ogarcă câștigând concursul.

## Schimbări
De presonal
Foștii jurați ai emisiunii, Cătălin Scărlătescu, Sorin Bontea și Florin Dumitrescu, și-au dat demisia din trustul MediaPro în aprilie 2014 și au migrat la postul concurent Antena 1, unde prezintă Hell's Kitchen - Iadul Bucătarilor. Cei trei jurați au fost imediat înlocuiți de Patrizia Paglieri, Adrian Hădean și Florin "FOA" Scripcă.
De regulament
În acest sezon a fost introdus „Green card-ul”, oferind fiecărui jurat posibilitatea de a salva un concurent preferat care a primit doi de „NU” de la ceilalți juarți în Preliminarii.

## Top 24
| Concurent                       | Vârsta | Locuință                  | Ocupație                      | Status                                                                           | Nr. câștiguri |
| ------------------------------- | ------ | ------------------------- | ----------------------------- | -------------------------------------------------------------------------------- | ------------- |
| Ciprian Ogarcă                  | 24     | Craiova, Dolj             | Agent Asigurări               | Câștigător 23 decembrie 2014 Revenit 9 decembrie 2014 Eliminat 25 noiembrie 2014 | 10            |
| Odette Mândruța                 | 23     | Buzău, Buzău              | Studentă Științe Politice     | Locul 2 23 decembrie 2014                                                        | 10            |
| Tudor Marcu                     | 22     | Cluj-Napoca, Cluj         | Student                       | Eliminat 23 decembrie 2014                                                       | 11            |
| Andreea Ionică                  | 21     | Galați, Galați            | Studentă                      | Eliminat 22 decembrie 2014                                                       | 4             |
| Liviu Lambrino                  | 40     | Brașov, Brașov            | Antreprenor                   | Eliminat 22 decembrie 2014 Revenit 9 decembrie 2014 Eliminat 11 noiembrie 2014   | 3             |
| Patricia Iordache               | 35     | București, București      | Beauty Adviser                | Eliminat 22 decembrie 2014                                                       | 5             |
| Alexandra Andronic              | 26     | București, București      | Antropolog                    | Eliminat 16 decembrie 2014                                                       | 5             |
| Paul Siserman                   | 38     | Cluj-Napoca, Cluj         | Proprietar restaurant         | Eliminat 15 decembrie 2014                                                       | 5             |
| Rasty Petzalis Nicolae          | 49     | București, București      | Barman                        | Eliminat 8 decembrie 2014                                                        | 3             |
| Isadora Catila Da Silva E Silva | 34     | Suceava, Suceava          | Administrator firmă bio       | Eliminat 2 decembrie 2014                                                        | 4             |
| Mirabela Mareș                  | 29     | București, București      | PR & marketing manager        | Eliminat 25 noiembrie 2014                                                       | 3             |
| Petrică Tambac                  | 27     | București, București      | Florar                        | Eliminat 24 noiembrie 2014                                                       | 2             |
| Silviu Chelaru                  | 27     | Cluj-Napoca, Cluj         | Event Planner                 | Eliminat 17 noiembrie 2014                                                       | 3             |
| Octavian "Tavi" Ghindea         | 44     | Oradea, Bihor             | Antreprenor                   | Eliminat 11 noiembrie 2014                                                       | 1             |
| Anca Socoliuc                   | 27     | București, București      | Ospătăriță                    | Eliminat 10 noiembrie 2014                                                       | 1             |
| Greta Răchită                   | 31     | Bistrița, Bistrița-Năsăud | Secretară                     | Eliminat 4 noiembrie 2014                                                        | 2             |
| Elena Iftimie                   | 63     | Bacău, Bacău              | Casnică                       | Eliminat 4 noiembrie 2014                                                        | 1             |
| Cosmin "CoCo" Olteanu           | 29     | București, București      | Constructor                   | Eliminat 3 noiembrie 2014                                                        | 0             |
| Iuliana Petrunjel               | 28     | Padua, Italia             | Casnică                       | Eliminat 27 octombrie 2014                                                       | 1             |
| George Topârceanu               | 35     | Suceava, Suceava          | Proprietar firmă de prepelițe | Eliminat 21 octombrie 2014                                                       | 0             |
| Alexandra Moza                  | 23     | București, București      | Profesor                      | Eliminat 20 octombrie 2014                                                       | 0             |
| Izabela Bahnariu                | 28     | București, București      | Contabilă                     | Eliminat 15 octombrie 2014                                                       | 0             |
| Cristina Năstase                | 27     | București, București      | Șomeră                        | Eliminat 14 octombrie 2014                                                       | 0             |
| Giovanni "Gianni" Carbini       | 44     | Genova, Italia            | Pizzar                        | Retras 14 octombrie 2014                                                         | 0             |

## Tabelul eliminărilor
| 1     | Ciprian   | ÎN  | NTP  | CÂȘ  | ÎN  | NTP  | TOP | NTP  | ÎN  | CÂȘ  | ÎN  | IMM  | CÂȘ | IMM  | CÂȘ | IMM  | CÂȘ | CÂȘ  | ÎN  | IMM  | ÎN  | ÎN   | ULT | ULT  | ELIM |     |      |     |      | ÎNT  | ÎN  | NTP | ÎN  | IMM  | CÂȘ | CÂȘ  | CÂȘ  | ÎN   | CÂȘTIGĂTOR |  |  |  |  |  |  |  |  |  |  |  |  |  |  |  |  |  |  |  |  |  |  |  |  |  |  |  |  |  |  |  |  |  |  |  |  |  |  |  |  |  |  |
| 2     | Odette    | ÎN  | NTP  | TP   | CÂȘ | IMM  | ÎN  | TP   | ÎN  | CÂȘ  | ÎN  | IMM  | ULT | TP   | TOP | IMM  | ULT | CÂȘ  | CÂȘ | IMM  | ULT | ÎN   | CÂȘ | IMM  | IMM  | ÎN  | NTP  | ÎN  | IMM  | IMM  | CÂȘ | CÂȘ | TOP | ULT  | ÎN  | CÂȘ  | CÂȘ  | ÎN   | LOCUL 2    |  |  |  |  |  |  |  |  |  |  |  |  |  |  |  |  |  |  |  |  |  |  |  |  |  |  |  |  |  |  |  |  |  |  |  |  |  |  |  |  |  |  |
| 3     | Tudor     | ÎN  | CÂȘ  | CÂȘ  | ÎN  | NTP  | TOP | NTP  | ÎN  | TP   | ULT | IMM  | CÂȘ | IMM  | ÎN  | IMM  | ÎN  | CÂȘ  | TOP | IMM  | CÂȘ | IMM  | CÂȘ | IMM  | IMM  | CÂȘ | CÂȘ  | ÎN  | IMM  | IMM  | ÎN  | CÂȘ | ÎN  | IMM  | TOP | CÂȘ  | CÂȘ  | ELIM |            |  |  |  |  |  |  |  |  |  |  |  |  |  |  |  |  |  |  |  |  |  |  |  |  |  |  |  |  |  |  |  |  |  |  |  |  |  |  |  |  |  |  |
| 4/5/6 | Andreea   | ÎN  | NTP  | CÂȘ  | ÎN  | NTP  | ÎN  | NTP  | ÎN  | CÂȘ  | ULT | IMM  | TP  | IMM  | ULT | IMM  | ÎN  | ULT  | ÎN  | TP   | ULT | TOP  | CÂȘ | IMM  | IMM  | CÂȘ | ULT  | ÎN  | IMM  | IMM  | ÎN  | NTP | ÎN  | IMM  | TOP | ULT  | ELIM |      |            |  |  |  |  |  |  |  |  |  |  |  |  |  |  |  |  |  |  |  |  |  |  |  |  |  |  |  |  |  |  |  |  |  |  |  |  |  |  |  |  |  |  |
| 4/5/6 | Lambrino  | ÎN  | TOP  | ULT  | ÎN  | NTP  | ÎN  | TP   | ÎN  | NTP  | TOP | IMM  | CÂȘ | IMM  | ÎN  | IMM  | ÎN  | ELIM |     |      |     |      |     |      |      |     |      |     |      | ÎNT  | ÎN  | CÂȘ | CÂȘ | IMM  | ÎN  | TP   | ELIM |      |            |  |  |  |  |  |  |  |  |  |  |  |  |  |  |  |  |  |  |  |  |  |  |  |  |  |  |  |  |  |  |  |  |  |  |  |  |  |  |  |  |  |  |
| 4/5/6 | Patricia  | ÎN  | NTP  | CÂȘ  | ÎN  | NTP  | ULT | ULT  | ÎN  | TP   | ÎN  | IMM  | TP  | IMM  | ÎN  | IMM  | ULT | TP   | ÎN  | IMM  | ÎN  | TOP  | CÂȘ | IMM  | IMM  | ÎN  | CÂȘ  | ÎN  | ULT  | IMM  | ÎN  | CÂȘ | ULT | IMM  | ÎN  | CÂȘ  | ELIM |      |            |  |  |  |  |  |  |  |  |  |  |  |  |  |  |  |  |  |  |  |  |  |  |  |  |  |  |  |  |  |  |  |  |  |  |  |  |  |  |  |  |  |  |
| 7     | Alexandra | ÎN  | NTP  | CÂȘ  | ULT | NTP  | ÎN  | NTP  | ÎN  | CÂȘ  | ÎN  | IMM  | ULT | ULT  | TOP | IMM  | ÎN  | CÂȘ  | ÎN  | IMM  | TOP | ÎN   | CÂȘ | IMM  | IMM  | ÎN  | CÂȘ  | CÂȘ | IMM  | IMM  | ÎN  | NTP | ÎN  | IMM  | ÎN  | ELIM |      |      |            |  |  |  |  |  |  |  |  |  |  |  |  |  |  |  |  |  |  |  |  |  |  |  |  |  |  |  |  |  |  |  |  |  |  |  |  |  |  |  |  |  |  |
| 8     | Siserman  | CÂȘ | TOP  | CÂȘ  | ÎN  | NTP  | TOP | TP   | ÎN  | TP   | ÎN  | IMM  | CÂȘ | IMM  | ULT | IMM  | TOP | ULT  | TOP | ULT  | ULT | ÎN   | TP  | IMM  | IMM  | ÎN  | CÂȘ  | ÎN  | IMM  | IMM  | CÂȘ | NTP | TOP | ELIM |     |      |      |      |            |  |  |  |  |  |  |  |  |  |  |  |  |  |  |  |  |  |  |  |  |  |  |  |  |  |  |  |  |  |  |  |  |  |  |  |  |  |  |  |  |  |  |
| 9     | Rasty     | ÎN  | NTP  | CÂȘ  | TOP | NTP  | ÎN  | NTP  | CÂȘ | ULT  | ÎN  | IMM  | CÂȘ | IMM  | ÎN  | IMM  | TOP | NTP  | ÎN  | IMM  | TOP | ÎN   | TP  | ULT  | IMM  | ÎN  | NTP  | TOP | ELIM |      |     |     |     |      |     |      |      |      |            |  |  |  |  |  |  |  |  |  |  |  |  |  |  |  |  |  |  |  |  |  |  |  |  |  |  |  |  |  |  |  |  |  |  |  |  |  |  |  |  |  |  |
| 10    | Isadora   | ÎN  | NTP  | NTP  | ÎN  | NTP  | ÎN  | NTP  | ÎN  | CÂȘ  | CÂȘ | IMM  | ULT | TP   | ÎN  | IMM  | ULT | CÂȘ  | ÎN  | IMM  | ÎN  | CÂȘ  | ULT | NAG  | ULT  | ÎN  | ELIM |     |      |      |     |     |     |      |     |      |      |      |            |  |  |  |  |  |  |  |  |  |  |  |  |  |  |  |  |  |  |  |  |  |  |  |  |  |  |  |  |  |  |  |  |  |  |  |  |  |  |  |  |  |  |
| 11    | Mirabela  | ÎN  | NTP  | CÂȘ  | ÎN  | NTP  | CÂȘ | IMM  | ÎN  | NTP  | ÎN  | IMM  | TP  | IMM  | ÎN  | IMM  | ÎN  | CÂȘ  | ÎN  | IMM  | ULT | ÎN   | TP  | ELIM |      |     |      |     |      | NÎNT |     |     |     |      |     |      |      |      |            |  |  |  |  |  |  |  |  |  |  |  |  |  |  |  |  |  |  |  |  |  |  |  |  |  |  |  |  |  |  |  |  |  |  |  |  |  |  |  |  |  |  |
| 12    | Petrică   | ULT | NTP  | NTP  | ÎN  | ULT  | ÎN  | NTP  | ÎN  | CÂȘ  | ÎN  | IMM  | CÂȘ | IMM  | ÎN  | TP   | ÎN  | TP   | ÎN  | IMM  | ÎN  | ELIM |     |      |      |     |      |     |      |      |     |     |     |      |     |      |      |      |            |  |  |  |  |  |  |  |  |  |  |  |  |  |  |  |  |  |  |  |  |  |  |  |  |  |  |  |  |  |  |  |  |  |  |  |  |  |  |  |  |  |  |
| 13    | Silviu    | ÎN  | NTP  | CÂȘ  | ULT | NTP  | ÎN  | NTP  | ÎN  | NTP  | ÎN  | IMM  | CÂȘ | IMM  | ULT | ULT  | ÎN  | CÂȘ  | ÎN  | ELIM |     |      |     |      |      |     |      |     |      | NÎNT |     |     |     |      |     |      |      |      |            |  |  |  |  |  |  |  |  |  |  |  |  |  |  |  |  |  |  |  |  |  |  |  |  |  |  |  |  |  |  |  |  |  |  |  |  |  |  |  |  |  |  |
| 14    | Tavi      | ÎN  | NTP  | NTP  | ÎN  | TP   | ÎN  | TP   | ULT | ULT  | ULT | IMM  | CÂȘ | IMM  | ÎN  | ULT  | ÎN  | ELIM |     |      |     |      |     |      |      |     |      |     |      |      |     |     |     |      |     |      |      |      |            |  |  |  |  |  |  |  |  |  |  |  |  |  |  |  |  |  |  |  |  |  |  |  |  |  |  |  |  |  |  |  |  |  |  |  |  |  |  |  |  |  |  |
| 15    | Anca      | TOP | NTP  | NTP  | ULT | NTP  | ÎN  | TP   | ÎN  | CÂȘ  | ÎN  | ULT  | ULT | ULT  | ÎN  | ELIM |     |      |     |      |     |      |     |      |      |     |      |     |      |      |     |     |     |      |     |      |      |      |            |  |  |  |  |  |  |  |  |  |  |  |  |  |  |  |  |  |  |  |  |  |  |  |  |  |  |  |  |  |  |  |  |  |  |  |  |  |  |  |  |  |  |
| 16    | Greta     | ÎN  | NTP  | CÂȘ  | TOP | NTP  | ULT | TP   | ULT | CÂȘ  | TOP | IMM  | ULT | ELIM |     |      |     |      |     |      |     |      |     |      |      |     |      |     |      |      |     |     |     |      |     |      |      |      |            |  |  |  |  |  |  |  |  |  |  |  |  |  |  |  |  |  |  |  |  |  |  |  |  |  |  |  |  |  |  |  |  |  |  |  |  |  |  |  |  |  |  |
| 16    | Elena     | ÎN  | NTP  | ULT  | ÎN  | ULT  | ULT | ULT  | ÎN  | CÂȘ  | ÎN  | IMM  | ULT | ELIM |     |      |     |      |     |      |     |      |     |      |      |     |      |     |      |      |     |     |     |      |     |      |      |      |            |  |  |  |  |  |  |  |  |  |  |  |  |  |  |  |  |  |  |  |  |  |  |  |  |  |  |  |  |  |  |  |  |  |  |  |  |  |  |  |  |  |  |
| 18    | CoCo      | ÎN  | ULT  | NTP  | ÎN  | TP   | ÎN  | ULT  | ÎN  | NTP  | ÎN  | ELIM |     |      |     |      |     |      |     |      |     |      |     |      |      |     |      |     |      |      |     |     |     |      |     |      |      |      |            |  |  |  |  |  |  |  |  |  |  |  |  |  |  |  |  |  |  |  |  |  |  |  |  |  |  |  |  |  |  |  |  |  |  |  |  |  |  |  |  |  |  |
| 19    | Iuliana   | ÎN  | NTP  | CÂȘ  | ÎN  | TP   | ÎN  | NTP  | ÎN  | ELIM |     |      |     |      |     |      |     |      |     |      |     |      |     |      |      |     |      |     |      |      |     |     |     |      |     |      |      |      |            |  |  |  |  |  |  |  |  |  |  |  |  |  |  |  |  |  |  |  |  |  |  |  |  |  |  |  |  |  |  |  |  |  |  |  |  |  |  |  |  |  |  |
| 20    | George    | ULT | NTP  | NTP  | ÎN  | NTP  | ÎN  | ELIM |     |      |     |      |     |      |     |      |     |      |     |      |     |      |     |      |      |     |      |     |      |      |     |     |     |      |     |      |      |      |            |  |  |  |  |  |  |  |  |  |  |  |  |  |  |  |  |  |  |  |  |  |  |  |  |  |  |  |  |  |  |  |  |  |  |  |  |  |  |  |  |  |  |
| 21    | Moza      | ÎN  | NTP  | NTP  | ULT | ELIM |     |      |     |      |     |      |     |      |     |      |     |      |     |      |     |      |     |      |      |     |      |     |      |      |     |     |     |      |     |      |      |      |            |  |  |  |  |  |  |  |  |  |  |  |  |  |  |  |  |  |  |  |  |  |  |  |  |  |  |  |  |  |  |  |  |  |  |  |  |  |  |  |  |  |  |
| 22    | Izabela   | ÎN  | ULT  | ELIM |     |      |     |      |     |      |     |      |     |      |     |      |     |      |     |      |     |      |     |      |      |     |      |     |      |      |     |     |     |      |     |      |      |      |            |  |  |  |  |  |  |  |  |  |  |  |  |  |  |  |  |  |  |  |  |  |  |  |  |  |  |  |  |  |  |  |  |  |  |  |  |  |  |  |  |  |  |
| 23    | Cristina  | ÎN  | ELIM |      |     |      |     |      |     |      |     |      |     |      |     |      |     |      |     |      |     |      |     |      |      |     |      |     |      |      |     |     |     |      |     |      |      |      |            |  |  |  |  |  |  |  |  |  |  |  |  |  |  |  |  |  |  |  |  |  |  |  |  |  |  |  |  |  |  |  |  |  |  |  |  |  |  |  |  |  |  |
| 24    | Gianni    | TOP | RET  |      |     |      |     |      |     |      |     |      |     |      |     |      |     |      |     |      |     |      |     |      |      |     |      |     |      |      |     |     |     |      |     |      |      |      |            |  |  |  |  |  |  |  |  |  |  |  |  |  |  |  |  |  |  |  |  |  |  |  |  |  |  |  |  |  |  |  |  |  |  |  |  |  |  |  |  |  |  |

     (CÂȘTIGĂTOR) Concurentul a câștigat competiția.
     (LOCUL 2) Concurentul a terminat pe locul 2.
     (CÂȘ) Concurentul a câștigat proba cutiei misterelor, proba testului sub presiune sau proba individuală eliminatorie.
     (CÂȘ) Concurentul a fost în echipa câștigătoare a probei de teren sau a probei în echipă și a avansat direct în următoarea rundă.
     (TOP) Concurentul a fost în top într-o probă individuală, dar nu a câștigat.
     (ÎN) Concurentul nu a fost nici în top, nici ultimul într-o probă individuală.
     (IMM) Concurentul nu a putut fi eliminat.
     (TP) Concurentul a fost în echipa pierzătoare a probei de teren sau a fost ales să participe la proba testului sub presiune, acesta a participat la testul sub presiune, dar a avansat mai departe în concurs.
     (TP) Concurentul a fost în echipa câștigătoare a probei de teren dar a fost ales de către șeful de echipă să participe la proba testului sub presiune, acesta a participat la testul sub presiune, dar a avansat mai departe în concurs.
     (NTP) Concurentul a fost într-o probă individuală fără eliminare sau în echipa pierzătoare într-o probă de teren, dar nu a participat la testul sub presiune.
     (RET) Concurentul a părăsit concursul din motive personale.
     (ULT) Concurentul a fost printre ultimii la probă individulă de eliminare, dar nu a fost ultimul care a avansat în concurs.
     (ULT) Concurentul a fost printre ultimii într-o probă individuală de eliminare și a fost ultimul care a avansat în concurs.
     (ULT) Concurentul a fost singurul într-o probă individuală de eliminare și a fost ultimul care a avansat în concurs.
     (ULT) Concurentul a fost ultimul într-o probă individuală fără eliminare.
     (ELIM) Concurentul a fost eliminat din MasterChef.
     (ÎNT) Concurentul a fost eliminat anterior în competiție, dar s-a întors.
     (NÎNT) Concurentul a fost eliminat anterior în competiție, dar nu s-a întors.

## Episoade

### Episodul 1
- Data originală: Marți, 15 septembrie 2014
- Audiții - Partea 1:

Printre persoanele care au primit șorțul astăzi se numără, Florin Var., care s-a prezentat la audiții cu o "prăjitură de criză", Petrică, cu un piept de rață, Iuliana, cu coltonași cu brânză dulce și nucă, Mămel, cu tagliatele cu ton și rucola, Elena, cu sarmale cu mămăligă, Ninel, cu tortelini umpluți cu carne, Mihaela, cu o plăcintă cu pește și salată. Ultimii care au primit șorțul au fost, George cu fuagra în sos de prune și miere de albine, împreună cu soția acestuia, Isadora care a pregătit calamari umpluți. Petrică, Iuliana, Mămel, Elena și George au primit trei de "DA"; Florin Var., Ninel și Isadora au primit doar doi de "DA", în timp ce Mihaela a primit un "Green-card" de la chef Hădean, avansând în etapa următoare.

### Episodul 2
- Data originală Marți, 22 septembrie 2014
- Audiții - Partea 2:

Printre persoanele care au primit șorțul astăzi se numără, Siserman, care a pregătit paste cu negru de sepie, Alex, cu o supă tailandeză de pui, Mirabela, cu risotto cu ciuperci și vișine, Mihai, cu medalion din piept de pui, Louis, cu piept de pui cu clești de crab, Greta, cu un turban de biban de mare, Silviu, cu o pulpă de rață umplută cu ciuperci, Alexandra, cu tartă cu migdale și cremă de brânză, Virginia, cu un măr umplut îmbrăcat în aluat, Lucian, cu un cheese cake, Nico, cu un piept de rață în crustă de cimbru și Rasty, cu tanjine de linte. Siserman, Mirabela, Mihai, Greta, Silviu, Alexandra și Rasty au primit trei de "DA"; Alex, Virginia, Lucian și Nico au primit doar doi de "DA", în timp ce Louis a primit un "Green-card" de la chef Foa, avansând în etapa următoare.

### Episodul 3
- Data originală: Luni, 29 septembrie 2014
- Audiții - Partea 3:

Printre persoanele care au primit șorțul astăzi se numară, Tudor, cu un desert cu vișine, Alina, cu shaorma israeliana, Vivien, cu o supă de mazăre, Anca, cu bezea cu cremă de trandafir, CoCo, cu piept de rață și fuagra, Moza, cu un ton în crustă de mac, Tavi, cu piept de rață, Adelina, cu pui uplut cu brânza de capră, Sorin, cu o supă crema de midii, Andreea, cu o tartă tradițională cu măr, Linda, cu tagliatele în sos de capă roșie, Gianni, cu dorada alla ligure, Cătălin, cu o pulpă de pui umplută cu fistic și Zoia, cu ciorbă de pește. Alina, Adelian, Sorin, Andreea, Linda și Gianni, au primit trei de "DA"; Tudor, Vivien, Anca, CoCo, Tavi, Cătălin și Zoia au primit doar doi de "DA", în timp ce Moza a primit un "Green-card" de la chef Hădean, avansând în etapa urmatoare.

### Episodul 4
- Data originală: Marți, 30 septembrie 2014
- Audiții - Partea 4:

Printre persoanele care au primit șorțul astăzi se numară, Delia, cu ravioli cu carne și sos de roșii, Ciprian, cu piure de mazăre cu creveți, Alin, cu somon cu sos de capere, Petruș, cu o prăjitură cu sfeclă roșie, Cristina S., cu moelleux au chocolat, Odette, cu o prăjutură cu ciocolată, Ramona, cu tagliatele cu dovlecel, Florin Val., cu frigăriue de cocoș, Nicolae (Cora van Amsterdam), cu pizza cu legume, Raluca, cu somon cu legume în papiotă. Ultimii concurenți care au primit șorțul au fost, Cristina N., cu mușchiuleț de vită, Alexandru, cu supă cremă de morcovi cu anasoni și Cătălina, cu piept de rață. Petruș, Cristina S., Raluca, Alexandru, Cătălina și Cristina N. au primit trei de "DA"; Delia, Ciprian, Alin, Odette, Florin Val., Cora, au primit doar doi de "DA", în timp ce Ramona a primit un "Green-card" de la chef Foa, avansând în etapa urmatoare.

### Episodul 5
- Data originală: Luni, 6 octombrie 2014
- Boot Camp - Partea 1:

După Audiții, cei 70 de concurenți care au primt șorțul, au trebuit să facă față celor trei probe impuse de chefi.
- În prima probă, concurenții au trebuit să jumulească și să tranșeze o găină. În timpul probei, fiecare jurat a scos de la bancul de lucru câte cinci concurenți. Cei 15 concurenți selecți de chefi, au fost salvați de la următoarele două probe.
- În a doua probă, concurenții rămași, au trebuit să demonstreze că pot tăia perfect, usturoiul, morcovii și sfecla. În timpul probei, Florin Val., s-a retras din competiție din cauza orientării sexuale a Corei. Acesta a afirmat că nu își dorește să stea în prezența lui sau să lucreze cu el. După acestă probă, alți 15 concurenți au fost salvați de către jurați, lăsându-i pe cei 40 de bucătari amatori să concureze în următoarea probă.
- În a treia probă, cei 40 de concurenți rămași au avut la dispoziție 15 ouă, ulei, lămâi și sare pentru a pregăti o maioneză. La finalul probei, 15 concurenți au fost alesi de chefi pentru a participa în episodul următor, iar restul de 25 de bucătari amatori au fost eliminiați din competiție.

### Episodul 6
- Data originală: Marți, 7 octombrie 2014
- Boot Camp - Partea 2:

După primele trei probe din Boot Camp, cei 45 de bucătari amatori rămași, au trebuit să facă față altor trei probe impuse de cei 3 chefi.
- Proba de Foc:

În a patra probă din Boot Camp, cei 45 de concurenți au avut la dispoziție 75 de minute, pentru a pregăti un preparat din carne la grătar cu garnitură. După ce jurații au gustat din fiecare preparat, cei 45 de bucătari amatori s-au reîntors în platoul MasterChef, unde nouă concurenți au fost eliminați.
- Proba în echipe:

Cei 36 de concurenți au fost împărțiți prin tragere la șorț de către cei teri chefi în șase echipe a câte șase membrii. Fiecare echipă a avut la dispoziție cinci minute pentru a-și alege un căpitan. CoCo, Ninel, Petrică, Siserman, Silviu și Rasty au fost cei șase căpitani de echipă. Toate echipele a avut aceleași ingrediente cu care au trebuit să gătească un preparat ales de comun acord. Timpul acordat alegerii preparatului a fost de 15 minute. După ce timpul de lucru a expirat, fiecare echipă a trebuit să-și prezinte preparatul în fața juraților. La finalul probei, Patricia, Alexandra, Silviu, Iuliana, Andreea, Isabela, Elena, Tudor, Tavi, CoCo, Rasty, Gianni, Anca, Mirabela, Siserman, George, Cristina și Moza au primit insigna și au intrat în Top 24, în timp ce Alina, Ramona, Alexandru, Ninel, Odette, Greta, Ciprian, Petruș, Isadora, Petrică, Lambrino și Adelina au intrat la Testul sub Presiune.
- Testul sub Presiune:

Cei 12 concurenți ajunși la Tesul sub Presiune au trebuit să gătească un preparat în care roșia să fie vedetă. La finalul probei, Odette, Ciprian, Petrică, Greta, Isadora și Lambrino au intart in Top 24, în timp ce Alina, Ramona, Alexandru, Adelina, Ninel și Petruș au fost eliminați.

### Episodul 7
- Data originală: Luni, 13 octombrie 2014
- Cutia Misterelor:

La această probă, cei 24 de concurenți au primit un caiet în care au trebuit să scrie rețeta unui preparat care le aduce aminte de cineva sau ceva drag, iar mai apoi, să-l gătească. Aceștia au avut 10 minute la dispoziție pentru a scrie povestea din spatele preparatului, și 60 de minute pentru a-l găti. La finalul probei, cei 3 chefi au desemnat cele mai rele, respectiv cele mai bune dish-uri. George și Petrică, au avut cele mai urâte dish-uri din Top 24, în timp ce cele mai bune 3 dish-uri au fost făcute de, Anca, care a gătit un păstrăv confiat la cuptor, Siserman, cu creveți cu piure de mazăre și Gianni, cu homar cu fructe de mare. Siserman a fost desemnat câștigătorul provocării. 
- Testul de Inventivitate:

Înainte de Testul de Inventiviate, fiecare juart a pregătit un preparat, pe care, mai apoi, cei 24 de bucătari amatori au trebuit să-l reproducă. Chef FOA a prăgătit carne de vită cu piure de avocado cu o salsa de roșii, chef Patrizia a gătit paste, iar chef Adrian, o salată cu calamar. Deoarece Siserman a câștigat Cutia Misterelor, acesta a avut ocazia de a-i urmări pe cei 3 chefi și de a alege ce va găti fiecare concurent. Cu toate că Siserman a primit imuniate, având ocazia de a sta la balcon în timpul probei, acesta a refuzat-o, luând parte la probă. Înainte de a se da startul probei, Gianni s-a retars din competiție din motive personale. După ce timpul de lucru a expirat, fiecare jurat a gustat din preparatele concurenților. Siserman, Tudor și Lambrino, au avut cele mai bune farfuri. Câștigătorul probei a fost Tudor, care va deveni  căpitan de echipă în prima Probă de Teren. Cele mai rele dish-uri au fost ale Isabelei, Cristinei și a lui CoCo. Deoarece au avut cele mai criticate dish-uri, Cristina, Isabela și CoCo au intartat la Testul sub Presiune. 
- Testul sub Presiune:

Cei trei concurenți ajunși la Testul sub Pesiune au trebuit să gătească 12 clătite. În urma jurizării CoCo a rămas cu cinci clătite, fiind salvat de la elimiare, în timp ce Isabela și Cristina, au rămas cu patru clătite. Deoarece ambele concurente au fost la egalitate, acestea au primit cinci minute pentru a face un plating cu ajutorul clătitelor rămase în urma trierii. Atât Isabela, cât și Cristina au pregătit clătite cu rodii. În final, cei trei chefi au decis că cea mai rea farfurie a fost a Cristinei, eliminând-o.

### Episodul 8
- Data originală: Marți, 14 octombrie 2014
- Proba de Teren:

Cei 22 de concurenți rămași au fost duși la Marea Neagră, unde au participat în prima lor Probă de Teren. Pentru că Tudor a câștigat Testul de Inventivitate, acesta a fost căpitan de echipă și și-a putut alege echipa. Pentru Echipa Albăstră, el i-a selectat pe, Siserman, Isabela, Silviu, Rasty, Mirabela, Patricia, Greta, Ciprian, Alexandra și Andreea. Concurenții rămași (Petrică, Elena, Lambrino, Anca, CoCo, Iuliana, Moza, Odette, Tavi, Isadora și George) au format Echipa Roșie, avându-l pe Lambrino căpitan. Fiecare echipă a trebuit să gătească 10 feluri de tapas, obilatoriu trei feluri calde și două dulci. Ambele echipe au avut ingredinete în valoare de 4.000 de lei. Cele două echipe au trebuit să desemneze doi coechipieri care să vândă preparatele pentru a strânge bani. Banii strănși au fost donați unui cămin de bătrâni din Constanța. timpul alocat probei a fost de trei ore. Pentru Echipa Roșie, Iuliana și Anca s-au ocupat de vânzarea produselor, iar Ciprian și Mirabela pentru Echipa Albastră. Pe durata probei, Anca a fost înlocuită cu Siserman, iar Ciprian cu Petrică. Elena a avut mai multe probleme cu preparearea produselor, fiind criticată de Lambrino care a spus că Elena este depășită de situație și nu are inițiativă. În timpul provocării, Tudor a avut posibilitatea de a-și înlocui un coechipier slab, cu unul mai bun din Echipa Roșie. Tudor a trimis-o pe Isabela în Echipa Roșie, luând-o în echipa lui pe Iuliana. În urma vânzărilor, Echipa Roșie a strâns 2.202 lei, iar Echipa Albastră a strâns 1.705 lei. În final, nicio echipă nu a câștigat această probă, concurenții fiind supuși unei alte probe. Cele două echipe au trebuit să hrănească 100 de oamei, tot cu tapas. Fiecare echipă a avut o jumătate de ora la dispoziție în care a trebuit să pregătească trei bucăți de tapas pentru fiecare persoană, mai exact 300 de piese de tapas de echipă. În cele din urmă, echipa Roșie a strâns 63 de voturi, devenind echipa câștigătoare. Acest lucru a lăsat echipa Albastră, care a strâns 53 de voturi să se confrunte la Testul sub Presiune.
- Testul sub Presiune:

Pentru că au pierdut Proba de Teren, cei 11 membrii ai Echipei Roșii au intrat la Testul sub Presiune. Căpitanul echipei, Lambrino a avut posibilitatea de a alege un coechipier care să nu patricipe la Testul sub Presiune și el a salvat-o pe Anca. După ce Anca a fost salvată, fiecare concurent a avut la dispoziție două linguri de lem pe care a trebuit să le acorde coechipierului care a afut din punctul lor de vedere o performanță salbă la Proba de Teren. În urma distribuirii lingurilor, Isadora a fost singura concurentă care nu a primit nicio lingură de lemn, fiind salvată de la Testul sub Presiune, odată cu ea și Petrică, George, Moza, CoCo și Tavi. Pentru că, Elena, Odette, Lambrino și Isabela au fost cei mai criticați concurenți, fiecare primind câte patru linguri de lemn, aceștia au intrat la Testul sub Presiune. Cei patru concurenți intarți la Testul sub Presiune au avut patru categorii de ingrediente (carne, lactate și legume) și au trebuit să liciteze cu timp pentru ingredientele cu care au vrut să gătească. Fiecare concurent a primit la începutul licitașiei 90 de minute, iar pentru fiecare ingredient au putut licita cu cinci minute. Odette a ales peștele înghețat și legumele, rămânând cu 25 de minute pentru gătit, Lambrino a ales homarul și farfuria cu ananas, rămânându-i 60 de minute pentru gătit, Elena a optat pentru carnea de vită și  brânzeturi, rămânând cu 25 de minute pentru gătit, iar Isabela a rămas cu carnea de iepure și cu dovlecel și sfeclă, rămânându-i 65 de minute pentru gătit. În urma timpului rămas, Isabela a fost prima ca s-a apucat de gătit, urmată de Lambrino, iar Elena și Odette s-au apucat ultimele. Isabela s-a prezentat în fața chefilor cu o pulpă de iepure, fiind criticată de chef Patrizia, deoarece carnea ei era crudă, Lambrino cu homar și piure, Odette cu un pește aromatizat cu ierburi și Elena cu T-bone steack. Odette și Lambrino au fost primii salvați, lasându-le pe Elena și Isabela la urmă. În final, chef Adrian a apreciat carnea gătită perfect de Elena, salvând-o de la eliminare. În concluzie, Isabela a fost a doua concurentă eliminată.

### Episodul 9
- Data originală: Luni, 20 octombrie 2014
- Cutia Misterelor:

În a doua probă a Cutiei Misterelor, cei 21 de concurenți rămași au trebuit să pregătească în 45 de minute un preparat cu ingediente (inimiorae, ouă, unt, ficat, lapte, muștar, roșii, legume, carne de porc, cașcaval și crenvruști) aduse de către Răzvan Fodor, din frigiderul unei gospodine din București. Cele mai dezamăgitoare dish-uri au fost făcute de, Anca, care a avut în farfurie un sos tăiat, Alexandra, a cărei carne a fost fadă, Moza cu o supă de ceapă lipsită de gust și Silviu cu o mazăre mult prea gătită, în timp ce cele mai bune preparate au fost făcute de, Rasty , care a preparat o supă cremă de mazăre, Odette, cu ficăței de pui și Greta, care apregătit tot ficăței de pui. Farfuria lui Odette a fost de departe cea mai reușită, astfel încât ea a câștigat proba.
- Testul de Inventivitate:

Pentru că a câștigat Cutia Misterelor, Odette a primit imunitate și a avut cuntrolul asupra următorului Test de Inventivitate. Temele acestui test a fost tehnicile de gătit (coacere, frigere și poșare). Odette a avut avantajul de a alege o singură tehnică pentru toți concurenții, iat ea a ales poșarea. Pe lângă sarcina aleasă de Odette, cei trei chefi le-au cerut concurenților să găsească în farfuriile lor cinci culori diferite îmbinate perfect și forme rotunde. După ce au trecut cele 60 de acordate gătitului, cei trei chefi au gustat din preparatele fiecărui concurent. Cele mai apreciate dish-uri au fost făcute de, Siserman, care a gătit un somon cu ou, Rasty și Tudor, cu pui umplut. Printre cele mai rele șase farurii s-au aflat, Tavi, în a cărui preparat, chef Foa a găsit un os, Moza, care a avut un preparat simplu și prea organizat, CoCo, cu o doradă prea sărată, Iuliana, care nu a gătit suficient midiile, Elena, care nu și-a ales destule preparate și nu a gătit prin tehnica impusă și Petrică, cu un plating prea simplu. Deoarece Elena, Tavi, Petrică, Iuliana, CoCo și Moza au fost cei mai criticați, aceștia au intrat la Testul sub Presiune.
- Testul sub Presiune:

Cei șase concurenți ajunși la Testul sub Presiune au avut pe bancuri 22 de cuti și o supă. Concurenții avut 30 de secunde pentru a gusta supa și două minute și jumătate pentru a descoperii în care cutie sunt ingredientele care se află în supă. Deoarece Tavi și CoCo au ghicit cele mai multe ingrediente (8, respectiv 7 igngrediente), aceștia au fost slavați de la eliminare, lăsându-i pe Petrică, Moza, Iuliana și Elena să participe la a doua rundă a Testului sub Presiune. La cea de-a doua probă, cei patru bucătari amatori au trebuit să facă un preparat cu ingredientele pe care aceștia le-au ghicit în proba precedentă + sare, piper, ulei și oțet. La această probă, Iuliana care a pregătit o supă cu fructe de mare și Petrică, cu fructe de mare cu piure de avocado și lime, au avut cele mai bune dish-uri, astfel încât au fost salvați. Elena, care a gătit legume la tigaie și piept de pui și Moza, cu nudels cu ghimbir, turmeric și coajă de lime au fost, ambele criticate de chefi. Pentru că preparatul Mozei nu a reușit să impresioneze niciun jurat, aceasta a fost eliminată.

### Episodul 10
- Data originală: Marți, 21 octombrie 2014
- Cutia Misterelor:

În a treia porbă a Cutiei Misterelor, cei 20 de bucătari amatori rămași în competiție, au avut de gătit un preparat în care au trebuit să pună ăn evidență berea, ingredientul surpriză al acestei probe. După ce timpul de lucru a expirat, chefii i-au feliciat pe concurenți pentru evoluția și pentru preparatele lor. Chiar dacă au fost apreciați, Elena, Patricia și Greta nu s-au ridicat la nivelul așteptărilor, preparatele acestora fiind criticate de chefi. Iuliana și Alexandra au fost aprecitae de jurați pentru curajul de a găti desert cu bere, dar cei care au ieșit în față au fost, Ciprian, care s-a prezentat cu un mușchi de porc în sos de bere, Tudor, cu ficăței înveliți în bacon și Mirabela, cu rață la tigaie. După ce Top 3 a fost descoperit, cei trei chefi au dorit să guste și preparatul lui Siserman, coaste de miel și jeleu de bere. Dintre cei patru, Mirabela a reușit să-i surprindă cel mai tare pe chefi, câștigând proba. 
- Testul de Inventivitate:

La acest Test de Inventivitate, concurenții și-au ales ingredientele de care au avut nevoie pentru a face un preparat la alegere. Deoarece Mirabela a câștigat proba, a avut posibiliatea de a schimba coșurile concurenților între ele. Cu toate că nimeni nu și-a dorit coșul Elenei, cel care l-a primit a fost Tudor. După ce concurenții au terminat de gătit fiecare jurat a gustat din dish-ul lor. Anca a avut cea mai rea farfurie, preparatul ei a fost imediat aruncat la coșul de gunoi de chef Patrizia. Nici Siserman, care a pregătit un tiramisu descompus, Odette, cu vită cu piure de mazăre, George, cu pulpă de rață, Patricia, cu foie gras, Elena, un compot de fructe de pădure și un gem, Greta, cu sushi fusion, Lambrino, cu calamar, Tavi și CoCo, ambii cu foie gras nu au reușit să impresioneze juriul, intrând la Testul sub Presiune.
- Testul sub Presiune:

Cei 10 concurenți ajunși la Testul sub Presiune au trebuit să gătească paste. Pe parcusul prebei, datorită tehnicii de gătit, Greta, Odette, Lambrino, Tavi, Anca și Siserman au fost salvați de la eliminare. La această probă Elena a reușit să impresioneze juriul cu sosul ei gustos, iar Patricia cu pastele gătite perfect. Atât Patricia, cât și Elena au fost salvate, lăsându-i pe George și CoCo la coadă. La final, jurații au decis că George a făcut cele mai multe greșeli în această probă, eliminându-l.

### Episodul 11
- Data originală: Luni, 27 octombrie 2014
- Testul de Inventiviate:

Cei 19 concurenți rămași, au trebuit să facă spumă de albușuri folosind un tel. Spuma a trebuit să fie suficient de consistentă, încât concurenții să o poată ține deasupra capului 10 secunde. Primul concurent care a trecut cu bine de probă a fost Rasty. Deoarece Rasty a câștigat proba, acesta devenit prumul căpitan de echipă îm următoarea Probă de Teren. Pe parcursul probei, Greta și Tavi au avut mai multe probleme în prepararea spumei. Fiind că Tavi a terminat ultimul, acesta nu a avut ocazia de a face parte din nicio echipă, intrând automat la următorul Test sub Presiune.
- Proba de Teren:

În a doua Probă de Teren din acest sezon, concurenții au trebuit să gătească pentru 200 de muncitoare dintr-o țesătorie.Dat fiind faptul că Rasty a câștigat Testul de Inventivitate, acesta a avut ocazia de a-și alege primul echipa. În ordine, cei aleși de Rasty pentru Echipa Roșie au fost: Siserman, Mirabela, Lambrino, CoCo, Patricia, Silviu, Tudor și Iuliana. Restul concurenților nealeși de către Rasty (Elena, Alexandra, Petrică, Anca, Greta, Isadora, Odette, Andreea și Ciprian), au alcătuit Echipa Albastră. Memebrii Echipei Albastre au avut la dispoziție un minut să își aleagă căpitanul de echipă. După mai multe discuții, Elena a fost aleasă căpitanul echipei, spre nemulțumirea Ancăi. Pentru a liniști spiritele, Elena a dorit să-i ofere Ancăi posibilitatea de a fi căpitan, dar aceasta a refuzat-o. Cele două echipe au trebuit să gătească două meniuri diferite, stabilite de cei trei jurați. Echipa Roșia a trebuit să gătească antreu, ruladă cu morcovi și brânză sărată cu sos de roșii și usturoi, mușchi de vită și garnitură de cartofi, iar ca desert, mille fois cu fructe de pădure și cremă de vanilie. Echipa Albastră a avut de gătit antreu, clătite gratinate cu spanac, somon cu coniac și sos de portocale, garnitură de brocoli, iar ca desert, plăcintă cu bânză și stafide. Pe parcursul probei, cele două echipe au putut să-i ceară ajutorul lui Tavi în diverse treburi. După ce ambele echipe au terminat de gătit și de servit cele trei feluri, cele 200 de muncitoare au trebuit să voteze echipa favorită. În urma voturilor oferite de muncitoare, Echipa Albastră a câștigat proba, trimițându-i pe membrii Echipei Roșii la Testul sub Presiune.
- Testul sub Presiune:

Înainte de începerea Testului, cei 8 membrii ai Echipei Roșii au avut 2 minute la dispoziție să aleagă două persoane din echipă care să intre la Testul sub Presiune alături de Rasty, căpitanul echipei și Tavi. Fără să stea pe ganduri, Siserman și Tudor s-au autopropus să participe la Test, salvându-i pe CoCo, Iuliana, Patricia, Silviu, Mirabela și Lambrino. Nemulțumită de această decizie, chef Patrizia, a hotărât că Iuliana și Patricia au fost cele care au făcut cele mai multe greșeli în Proba de Teren, trimițându-le la Testul sub Presiune. Cei sașe concurenți ajunși la Testul sub Presiune au trebuit să gătească piept de pui ăn 40 de minute folosind tigaia. Ei au trebuit să se asigure ca pieptul de pui are piela crocantă, carnea trebuie să fie rumenită, iar interiorul nu trebuie să fie nici uscat, nici crud. Dintre toate preparatele, cel al lui Siserman a fost cel mai apreciat de chefi, în timp ce Tavi și Iuliana  au avut cele mai rele farfuri. În urma deliberării, juarții au hotărât că Iuliana a avut cel mai slab preparat, eliminând-o.

### Episodul 12
- Data originală: Luni, 3 noiembrie 2014
- Cutia Misterelor:

În a patra proba a Cutiei Misterelor, cei 18 bucătari amatori rămași în competiție au trebuit să gătescă un preparat, folosind
găsite în Cutie Misterelor (lapte, ouă, prune, castraveți, fructul pasiunii și ficat de vită). Pe langă ingredientele din cutie, aceștia au avut posibiliateta de a alege alte trei ingrediemte din cămară. La această probă, Tavi, Andreea și Tudor au avut cele mai rele frafurii. În Top 3 cele mai reușite farfurii ale acestei probe au fost, Greta, care a gătit grat lasagna cu sos de ficat, Lambrino, care a gătit panna cotta de ficat cu ceapă și Isadora, cu gazpacho de castraveți și ficat pat de tartă de ciuperci. Câștigătoarea acestei probe a fost Isadora.
- Testul de Inventivitate:

Pentru că a câștigat Cutia Misterelor, Isadora a primit imuntitate și un avantaj în următorul Test de Inventivitate. Din cele 50 de plante aflate în cămară, Isadora a trebuit să alegaă câte o plantă pentru fiecare coleg. După cele 60 de minute acordate gătitului, fiecare concurent s-a prezentat în fața juraților cu preparatul pe care aceștia l-au făcut. Patricia s-a prezentat cu cremă de mascarpone cu piure de papaya, Alexandra, cu supă cremă de dovlecel cu chives, Tavi, cu mușchi de vită și germeni de creson, Lambrino, cu ristto cu gulie, Silviu, cu supă cremă de dovleac cu lavandă, Greta, cu pesto de salvie, CoCo, cu vită aromatizată cu busuioc, Ciprian, cu supă cremă de conopidă, Odette, cu supă cu ceapă roșie,
Elena, cu supă cremă de mărar cu tortellini, Petrică, cu salată de schinduf cu ananas, Rasty, cu pandișpan cu cremă de rubarbară, Anca si scoici saint-jaque, Mirabela, cu creveți marinați în lapte de cocos, Siserman, cu pandișpan cu ciocolată și aloe vera, Andreea, cu cotlet de berbecuț marinat în santolina și Tudor, cu mousse de fructe. Preparatele lui Ciprian, Greta și Patricia au fost cele mai apreciate de cei trei chefi. Chefi i-au atras atenția lui CoCo, deoarece nu și-a pus în valoare busuiocul, și Ancăi, finndcă preparatul ei nu a avut gust. Prin urmare, Anca și CoCo au intrat la Testu sub Presiune.
- Testul sub Presiune:

La Testul sub Presiune, Anca și CoCo au trebuit să prepare în 60 de minute, cinci feluri diferite de mâncare în care cartoful să fie vedeta. Pe parcursul probei chef Foa, ia atras atenția lui CoCo cu privire la felul în care acesta gătește. În timpul Testului, CoCo
și-a dat seama că nu mai poate face față competiției și a dorit să-și ia rămas bun de la chefi cu preparate pe gustul fiecăriua. Jurații nu au aprecita ironia lui CoCo și l-au trimis acasă.

### Episodul 13
- Data originală: Marți, 4 noiembrie 2014
- Proba de Teren:

În a treia Probă de Teren intitulată "Bătălia sexelor", concurenții au fost transportați în comuna Budești din Maramureș. Conform temei probei, cele două echipe au fost alcătuite din fete (Echipa Roșie) și băieți (Echipa Albastră). Cel două echipe au avut la dispoziție câteva minute pentru a-și alege căpitanii. Echipa Roșie a ales ca Mirabela să fie căpitanul echipei, iar Echipa Albastră la ales pe Ciprian. ambele echipe au trebuit să gătească ciorbă tradițională, cârnați și cozonaci, pentru 250 de oamnei. În timpul probei Echipa Roșie a întâmpinat mai multe probleme cu frământarea cozonacilor și cu cârnații. Din cauza condiților meteorologice nefavorabile și din cauza unei organizări slăbuțe, chef Foa a decis ca el împreună cu ceilalți doi chefi să intervină în probă, pentru a le da o mână de ajutor concurenților. La final, Echipa Albastră a ieșit învingotoare, strângând 124 de punce, în timp ce Echipa Roșie a strâns doar 52 de puncte.
- Testu sub Presiune - Partea I:

Înainte de începerea Testului, chef Patrizia a criticat tehnica de gătit a Mirabelei, căpitanul echipei, iar apoi a rugat-o pe aceasta să numească cel mai slab coechipier. Mirabela a afirmat că Elena a fost cea mai slabă din întreaga echipă, în timp ce Elena le-a spus juraților că s-a simțit marginalizată de restul echipei. Pentru acest Test sub Presiune, cele nouă concurente au fost supuse testului gramajelor. 
Fiecare concurent a avut pe masă două ingrediente, a căror greutatea atrubuit să o aproximeze. Concurentele care s-au apropiat cel mai tare de adevar au fost salvate. Primele trei concurente au fost, Elena, Mirabela și Isadora. Ingredientele pe care acestea le-au avut de cântărit au fost conopida și carnea de porc. Deoarece Mirabela s-a apripiat cel mai mult de adevarata lor greutate, a fost salvată. Următoarele fete au fost, Patricia, Anca și Alexandra, care au avut de cântărit un pește și un piept de curcan. Patricia a aproximat cel mai bine greutatea produselor, astfel încat a fost salvată. Ultimele fete au fost, Greta, Odette si Andreea, care au trebuit să aproximeze greutatea unor boabe de strugurei roșii și a unei carni de vită. Andreea a fost cea mai aproape de adavar, întrucât ea a fost salvată. Cele 6 concurente ca nu au reusit să aproximeze  corect, au intrat la urmatorul Test sub Presiune.
- Testul sub Presiune - Partea II:

Concurentele care nu au reușit să se salveze la primul Test, au trebuit să gătească în 50 de minute, trei feluri de mâncare (antreu, un fel principal și desert). Odette, care a gătit chifteluțe cu branză de capră și supă cremă de dovleac, a reușit să-i impresioneze pe cei trei chefi, care au trimis-o imediat la balcon. Deoarece niciun preparat gătit de Elena nu a reușit să se ridice le nivelul așteptărilor, jurații au eliminat-o. După eliminarea Elenei, chefii au hotărât să o salveze pe Isadora, care a reușit să-i impresioneze cu cele trei preparate (fresh tropical, ton cu scoici saint jaques crema de creveti cu curry). Ultmimele trei concurente au fost Alexandra, Greta și Anca, dar cea mai bună dintre ele a fost Alexandra, care a fost salvată. Anca și Greta au fost cele mai criticate, însă jurații nu au putut să treacă cu vederea peste desertul Gretei care nu s-a putut dezlipii de pe farfurie. La final, jurații iau mai acordat o șansă Ancăi, eliminand-o pe Greta.

### Episodul 14
- Data originală: Luni, 10 noiembrie 2014
- Cutia Misterelor:
- Testul de Inventivitate:
- Testul sub Presiune:

### Episodul 15
- Data originală: Marți, 11 noiembrie 2014
- Cutia Misterelor:
- Proba de Teren:
- Testul sub Presiune:

### Episodul 16
- Data originală: Luni, 17 noiembrie 2014

### Episodul 17
- Data originală: Luni, 24 noiembrie 2014

### Episodul 18
- Data originală: Marți, 25 noiembrie 2014

### Episodul 19
- Data originală: Marți, 2 decembrie 2014

### Episodul 20
- Data originală: Luni, 8 decembrie 2014

### Episodul 21
- Data originală: Marți, 9 decembrie 2014

## Audiențe
| Episod      | Data difuzării     | Național (mii) | Comercial (18–49 ani) | Comercial (18–49 ani) | Loc | Sursă  |
| Episod      | Data difuzării     | Național (mii) | Rating (%)            | Cotă (%)              | Loc | Sursă  |
| ----------- | ------------------ | -------------- | --------------------- | --------------------- | --- | ------ |
| Episodul 1  | 15 septembrie 2014 | 1 481          | 10.8                  | 25.1                  | 1   | [ 7 ]  |
| Episodul 2  | 22 septembrie 2014 | 1 310          | 9.8                   | 22.3                  | 1   | [ 8 ]  |
| Episodul 3  | 29 septembrie 2014 | 1 497          | 10.2                  | 23.3                  | 1   | [ 9 ]  |
| Episodul 4  | 30 septembrie 2014 | 1 673          | 12.5                  | 28.1                  | 1   | [ 10 ] |
| Episodul 5  | 6 octombrie 2014   | 1 873          | 12.7                  | 27.6                  | 1   | [ 11 ] |
| Episodul 6  | 7 octombrie 2014   | 1 662          | 11.0                  | 26.3                  | 1   | [ 12 ] |
| Episodul 7  | 13 octombrie 2014  | 1 559          | 8.8                   | 20.4                  | 1   | [ 13 ] |
| Episodul 8  | 14 octombrie 2014  | 955            | 7.4                   | 17.2                  | 2   | [ 14 ] |
| Episodul 9  | 20 octombrie 2014  | 1 561          | 9.8                   | 23.1                  | 1   | [ 15 ] |
| Episodul 10 | 21 octombrie 2014  | 1 741          | 10.6                  | 24.5                  | 1   | [ 16 ] |
| Episodul 11 | 27 octombrie 2014  | 1 654          | 11.2                  | 24.8                  | 1   | [ 17 ] |
| Episodul 12 | 3 noiembrie 2014   | 1 531          | 9.3                   | 21.2                  | 1   | [ 18 ] |
| Episodul 13 | 4 noiembrie 2014   | 1 391          | 8.9                   | 23.5                  | 1   | [ 18 ] |
| Episodul 14 | 10 noiembrie 2014  | 1 805          | 11.1                  | 24.4                  | 1   | [ 19 ] |
| Episodul 15 | 11 noiembrie 2014  | 1 481          | 8.5                   | 18.4                  | 1   | [ 19 ] |
| Episodul 16 | 17 noiembrie 2014  | 1 696          | 10.5                  | 23.2                  | 1   | [ 20 ] |
| Episodul 17 | 24 noiembrie 2014  | 1 872          | 12.5                  | 27.1                  | 1   | [ 21 ] |
| Episodul 18 | 25 noiembrie 2014  |                |                       |                       |     |        |
| Episodul 19 | 2 decembrie 2014   |                |                       |                       |     |        |
| Episodul 20 | 8 decembrie 2014   |                |                       |                       |     |        |
| Episodul 21 | 9 decembrie 2014   |                |                       |                       |     |        |